# Deathcrush
Deathcrush (укр. Смертельна давка) — дебютний мініальбом норвезького блек-метал гурту Mayhem, випущений у серпні 1987 року лейблом Posercorpse Music.
Альбом, що містить елементи треш-металу, хардкор-панку й дез-металу, пронизливі вокальні завивання та жорсткі й агресивні тексти, вийшов обмеженим тиражем в 1000 примірників і спочатку не привернув уваги критиків. З часом він отримав визнання як від музичних оглядачів, так і від музикантів, вплинувши на становлення блек-метал-сцени. Композицію «Chainsaw Gutsfuck» американський журнал Blender назвав піснею з найжахливішим текстом в історії. У музичному журналі Q Deathcrush включили до списку найважчих альбомів усіх часів; окрім того, його внесено до спеціального тематичного випуску журналу Kerrang!, присвяченого визначним записам в історії музики.

## Передумови
Mayhem був заснований у 1984 році гітаристом Ейстейном Ошетом (Euronymous), басистом Йорном Стубберудом (Necrobutcher) і барабанщиком Кетілом Манхеймом (Manheim), які взяли назву гурту від пісні британського гурту Venom «Mayhem with Mercy» (укр. колотнеча/хаос з милосердям). Спочатку склад виконував кавер-версії пісень Black Sabbath, Venom, Motörhead, Celtic Frost а згодом записав демо Pure Fucking Armageddon у 1986-му. Після релізу Ейстейн, який раніше разом зі Стубберудом виконував головний вокал під час перших студійних репетицій демо, залучив двох сесійних вокалістів — Ейріка Нурхейма у 1986-му з яким Ошет та Стубберуд познайомилися 1 жовтня 1984 року на концерті Venom у місті Драммен, та Свена Еріка Крістіансена (Maniac) наступного року. Останній приєднався до гурту після того, як надіслав демозаписи власного проєкту, де співав та грав на гітарі. Після того, як Крістіансен приєднався до гурту, Mayhem зіткнулися з проблемою, оскільки учасники жили далеко один від одного.
| Ліві лапки | Коли ми починали, у нас не було вокалістів. Ми репетирували рік без вокалу, а потім у 1985 році у нас з’явився концерт, тому ми запросили друга на ім’я Біллі [Ерік Нурхейм]. Ми відпрацювали кілька пісень і виступили з ним у 1985-му. Потім він повернувся до своєї групи — шкільних друзів, яких не хотів підводити, — Black Spite. Тим часом Крістіансен надіслав нам касету свого одноосібного проєкту Septic Cunts, де співав та грав на гітарі. Ми запросили його заспівати на запис Deathcrush. Він жив за 260 км від Осло, у гірському селищі. Але він приїхав і записав для нас більшість пісень. —Інтерв'ю з Йорном Стубберудом для фензину The Quietus. | Праві лапки |

## Запис альбому
Запис Deathcrush розпочався у лютому 1987 року в студії Creative Studios у норвезькому місті Колботн, яку гурт обрав через низьку вартість запису та близьке розташування. Після прибуття до студії продюсер Ерік Авнског припустив, що гурт грає реґі, і запитав, чи потрібний їм малий барабан, проте учасники заявили, що їхня музика «надто складна для класифікації», і що вони здебільшого просто підключають свої інструменти та грають. Барабанщик К'єтіл Манхейм пізніше зазначив, що звук гурту був «чимось таким, що [продюсер] не знав, як записати [...] тому він просто налаштував параметри, і ми записувалися». Йорн Стубберуд також зазначив, що не було «зведення, ані до, ані після» і «жодних овердабів: бас, барабани, гітара записані вживу, а вокал записали після». За винятком кількох додаткових барабанів і ударної установки Манхайма, музиканти грали на власних інструментах. Ейстейн Ошет використовував два блоки ефектів, які, за словами Стубберуда, «були старими й зношеними, а деякі їхні дроти були ослаблені, тому іноді вони працювали неналежним чином». Окрім ударних, Манхейм зіграв на фортепіано в композиції «(Weird) Manheim».
У Свена Еріка Крістіансена  виникли труднощі з виконанням пісень «Pure Fucking Armageddon» і кавер-версії на Venom — «Witching Hour», тому гурт запросив Ейріка Нурхейма до студії, щоб записати його вокал для цих композицій. За словами Йорна Стубберуда, «[Крістіансен] не мав достатнього музичного досвіду, щоб чути, що виконується, і водночас співати». Нурхейм також додав нові рядки до «Pure Fucking Armageddon» після того, як Стубберуд забув оригінальний текст пісні вдома. Крім того, гурт спонтанно записав пісню «(All the Little Flowers Are) Happy» із серіалу «Підростаюче покоління», у виконанні Кліфа Річарда. Цей запис в останній момент додали як приховану композицію першого видання на вінілі, проте пізніше його прибрали в наступних виданнях релізу, оскільки вона «не була серйозною». Крістіансен виконав вокал на всіх композиціях, крім «Pure Fucking Armageddon», яку співав Нурхейм. Кавер-версію пісні «Witching Hour» гурту Venom Нурхейм та Крістіансен виконали удвох.
Першу композицію мініальбому гурту надав німецький композитор електронної музики Конрад Шніцлер після того, як Ошет знайшов його домашню адресу та сидів біля будинку композитора, поки його врешті не запросили. Ошет попросив Шніцлера написати вступ для альбому, але замість цього Шніцлер дав Ошету випадковий запис зі своїх архівів. Інструментальна композиція увійшла до альбому під назвою «Silvester Anfang».
На зворотному боці обкладинки мініальбому авторство всіх пісень, окрім «Silvester Anfang» (Конрад Шніцлер) і «Witching Hour» (Конрад Лант, Джеффрі Данн і Ентоні Брей — Venom), було вказане за гуртом, однак Ошет і Стубберуд стверджували, що були основними композиторами Deathcrush. Стубберуд заявляв, що написав «Necrolust», «Chainsaw Gutsfuck» й однойменну композицію «Deathcrush» холодної зимової ночі 1986 року, коли перебував удома у своєї бабусі. Він розповідав: «Усе виникло після появи назв. Я писав тексти раніше, ніж музику, на відміну від того, як робив це зазвичай». Наступний вокаліст гурту Пер Олін (Dead) стверджував, що більшість, але не всі тексти були написані Стубберудом.

### Учасники запису
| Mayhem - Свен Ерік Крістіансен (Maniac) — головний вокал - Ейстейн Ошет (Euronymous) — гітара, вокал на восьмій композиції - Йорн Стубберуд (Necrobutcher) — бас, вокал на восьмій композиції - К'єтіл Манхейм (Manheim) — ударні, фортепіано на шостій композиції, вокал на восьмій композиції | Запрошені музиканти - Ейрік Нурхейм (Messiah) — головний вокал на сьомії композиції; спільний вокал на четвертій та восьмій композиції - Конрад Шніцлер — ударні та електронні інструменти на першій композиції Виробничий персонал - Ерік Авнског — продюсер - Mayhem — продюсери |

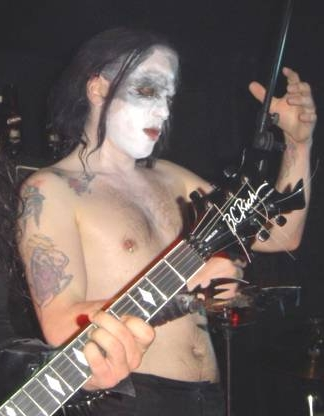
Свен Ерік  Крістіансен
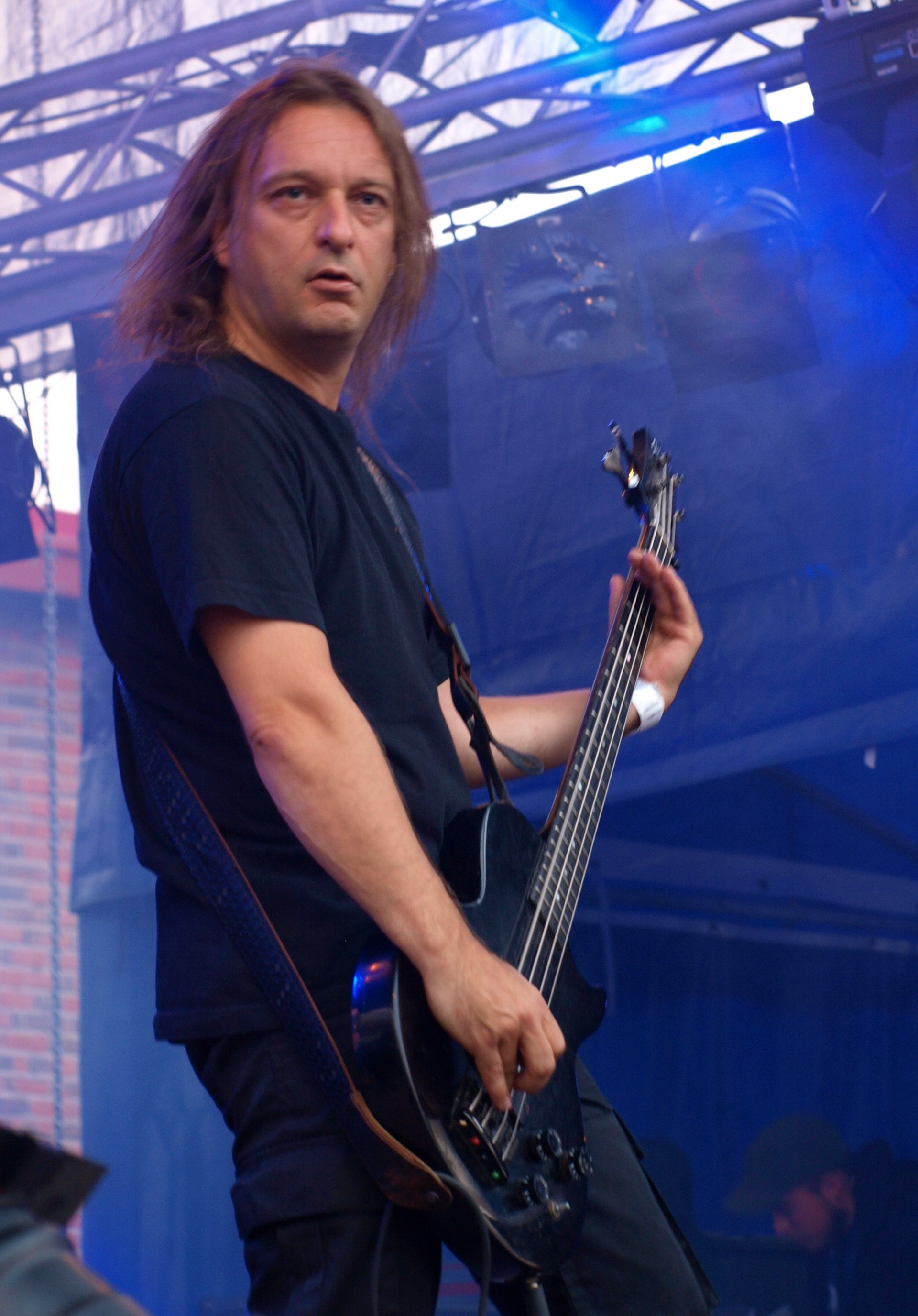
Йорн Стубберуд
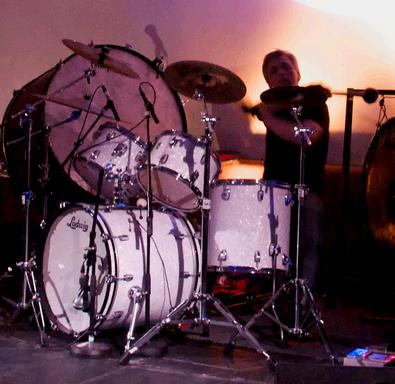
К'єтіл Манхейм
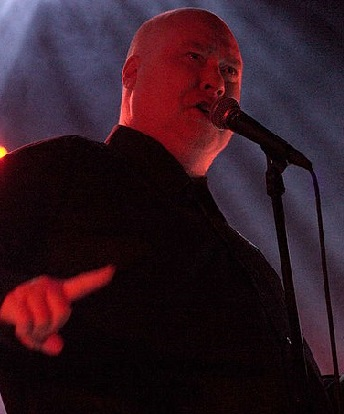
Ейрік Нурхейм
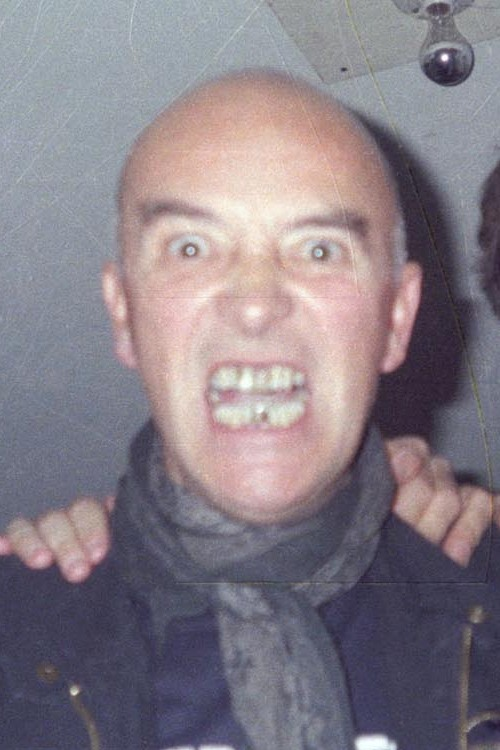
Конрад Шніцлер

## Зміст альбому

### Обкладинка альбому
На обкладинці мініальбому зображена чорно-біла сцена з двома ампутованими руками, підвішеними в повітрі. Ошет і Стубберуд відвідали інформаційне агентство, яке дозволило їм переглянути архіви. Там вони знайшли фотографію, на якій були зображені дві кінцівки, підвішені на ринку в Мавританії, щоб налякати грабіжників. За словами Стубберуда, «це була найекстремальніша фотографія, яку ми коли-небудь бачили. Вона не мала нічого спільного з нашою музикою чи текстами, але відображала їхню брутальність». Гурт звернувся до нідерландської компанії з виробництва грамплатівок, але останні відмовилася випускати альбом, вважаючи зображення расистським через обрубані чорні руки. Гурт уточнив, що фото було зроблене в африканській країні, переконавши компанію надрукувати платівку. На велике розчарування музикантів, фінальний результат включав рожевий фон і кілька друкарських помилок.

### Музичний стиль
За словами письменника Даяла Паттерсона, Deathcrush зазвичай не вважають класичним записом блек-металу, оскільки його тексти містять жорстокі описи, а музика поєднує елементи треш-металу, дез-металу та хардкор-панку. Джон Відергорн відзначав, що, хоча альбом має коріння в треш- і дез-металі, саме пронизливі вокальні завивання стали його характерною рисою, що вплинуло на розвиток блек-метал сцени.
Вокальний стиль Крістіансена вирізнявся агресивністю та різкістю, що створювало ефект нелюдських криків. Його виконання сприймалося як екстремальне й навмисно грубе, а голосові прийоми нагадували, як описав Нурхейм, «свинячі верески, що були не з цього світу». Стубберуд підтверджував, що вокал був надзвичайно гучним і далеким від традиційних вокальних технік, через що він здавався хаотичним та неприйнятним для широкої аудиторії. Крістіансен згадував, що на його вокальний стиль значно вплинув Killjoy, вокаліст гурту Necrophagia, додавши, що голос відзначався особливою грубістю та брутальністю. Крістіансен прагнув перевершити цю манеру виконання.
Структура альбому Deathcrush була побудована на принципі чергування басових і гітарних вступів. Ошет і Стубберуд дійшли згоди, що половина пісень розпочинатиметься з басового рифу, а інша — з гітарного. Також у кожній композиції передбачалася пауза, яка дозволяла інструментам змінюватися в ролі основного, що додавало композиціям динамічності.
У текстах пісень часто зустрічаються жорстокі та агресивні образи, які є характерною рисою їхнього стилю. Наприклад, у пісні «Chainsaw Gutsfuck» лірика включає сцени насильства, що описують спотворення тіла за допомогою бензопили. Своєю чергою, пісня «Pure Fucking Armageddon» набула політичного підтексту після того, як Нурхейм додав новий куплет із критикою двох відомих політичних лідерів 1980-х років — прем'єр-міністрки Великої Британії Маргарет Тетчер та президента США Рональда Рейгана. Мініальбом також включає дві композиції без слів: перкусійний вступ «Silvester Anfang» та інструментальну «(Weird) Manheim».

### Список композицій
| #     | Назва                             | Автор          | Тривалість |
| ----- | --------------------------------- | -------------- | ---------- |
| 1.    | «Silvester Anfang» (інструментал) | Конрад Шніцлер | 1:56       |
| 2.    | «Deathcrush»                      |                | 3:33       |
| 3.    | «Chainsaw Gutsfuck» (слухатиⓘ)    |                | 3:33       |
| 4.    | «Witching Hour» (кавер пісня)     | Venom          | 1:49       |
| 5.    | «Necrolust»                       |                | 3:37       |
| 6.    | «(Weird) Manheim» (інструментал)  |                | 0:48       |
| 7.    | «Pure Fucking Armageddon»         |                | 2:09       |
| 17:28 |                                   |                |            |

Прихована бонусна композиція
| #     | Назва              | Тривалість |
| ----- | ------------------ | ---------- |
| 8.    | «Untitled (Outro)» | 1:09       |
| 18:34 |                    |            |

Примітка:
1. У деяких версіях видання композиції «(Weird) Manheim» та «Pure Fucking Armageddon» були об'єднані або навпаки.
2. Прихована бонусна композиція «Untitled» була прибрана у пізніх виданнях, тим самим скоротивши тривалість альбому до 17 хвилин та 28 секунд.

## Вихід альбому
Після запису Свен Ерік Крістіансен повернувся до свого села, адже не був готовий повністю присвятити себе гурту. Щодо Ейріка Нурхейма, то, за словами Йорна Стубберуда: «У нас були великі плани, а він не хотів гастролювати, не хотів переїжджати до Осло і залишався зосередженим на власному гурті Black Spite». Проте у 1994 році Крістіансен повернувся до складу Mayhem і взяв участь у записі мініальбому Wolf's Lair Abyss (1997), студійних альбомів: Grand Declaration of War (2000), Chimera (2004), концертних альбомів: Mediolanum Capta Est (1999), Live in Marseille 2000 (2001); та збірки European Legions (2001), як вокаліст. Після цього він знову залишив гурт у 2004 році через проблеми з алкоголем і нестачу вільного часу.

### Перше видання
Перше видання, опубліковане 16 серпня 1987 року та поширене лейблом Posercorpse Music, складалося з 1000 примірників, усі вони були пронумеровані Ошетом і відправлені в кілька магазинів Осло, які продавали альбоми в стилі хеві-метал. Щоб продемонструвати своє почуття гумору, гурт рекламував свій реліз у фензині «Slayer Magazine», де було зображення Стубберуда, який грає на піаніно, оточений малюнками кота Гарфілда. Його обмежений тираж і складнощі з придбанням призвели до того, що через роки кілька копій, виставлених на продаж, досягали цін від 930 до 2325 доларів США. Крім того, один примірник, підписаний Ошетом який вже був убитий Варґом Вікернесом в серпні 1993 року, —  був проданий на EBay за 1800 доларів США.

### Перевидання
У 1993 році Ошет перевидав Deathcrush через свій лейбл Deathlike Silence Productions, вже з червоною обкладинкою, а згодом його перевидали такі лейбли, як Morbid Noizz Productions (1995, 1997), Vinyl Maniacs (2003), Phantom Import Distribution (2003), Back On Black (2006-2022), Voices of Wonder (2016), Darkness Shall Rise Productions (2019, 2022).
| Регіон   | Дата          | Формат            | Лейбл                         | Каталог       | Примітки |
| -------- | ------------- | ----------------- | ----------------------------- | ------------- | --- |
| Норвегія | березень 1987 | Компакт-касета    | —                             | —             | Оригінальна касета Deathcrush була випущена раніше за версію на вініловій платівці. На обкладинці зображено поле з черепів, у чорно-білій гамі. |
| Норвегія | серпень 1987  | Вінілова платівка | Posercorpse Music             | FRANK 001     | Рожевий фон обкладинки. |
| Норвегія | 1993          | CD                | Deathlike Silence Productions | ANTI-MOSH 003 | Червоний фон обкладинки. |

### Сприйняття
Через обмежений тираж мініальбому, він спочатку не отримував оглядів.
Едуардо Рівадавія з сайту AllMusic вважає, що «звук Deathcrush був настільки грубим, що навіть Venom виглядали значно більш продуманими в порівнянні». Його екстремальність порівнюється з ранніми роботами Bathory та пізніми записами кінця 1980-х років бразильських гуртів, таких як Vulcano, Sarcophagus і Sepultura, які досягали подібних глибин, порівняно з Mayhem. Рецензент журналу Terrorizer Кез Уилан оцінив Deathcrush «відразливою підбіркою злих, розкатистих гімнів у стилі блек-метал, які принесли абсолютно новий рівень бруду і розпусти в екстремальний метал». Джейк Бреннан відзначив унікальність релізу, який вирізняється апатичним і холодним звучанням, здатним надихати і мотивувати. Джеремі Ульрі з веб-сайту Metal Injection охарактеризував Deathcrush як водночас інноваційний і регресивний реліз, підкресливши, що вокали Нурхейма та Крістіансена вирізняються надзвичайною жорстокістю і безумною ненавистю, що стало важливою складовою впливу альбому. Без їхнього внеску, на його думку, «історичне значення Deathcrush могло б бути зведене до рівня непримітного треш-макету».
З часом Deathcrush отримав визнання від гуртів і артистів. 
Лейф Нагелль, барабанщик Darkthrone, вважає Deathcrush надзвичайно впливовим релізом і підкреслює, що «просто побачити логотип вже щось почесне». Він також назвав його найвизначнішим матеріалом, коли-небудь виданим у Норвегії. Стіан Томт Торесен, вокаліст Dimmu Borgir, визнає, що був вражений грубим та важким звучанням матеріалу. Хьетиль-Видар Хараллстад, барабанщик Satyricon, відзначає особливу роль Deathcrush у формуванні екстремального металу в Норвегії, особливо завдяки гітарному звучанню, схожому на звук пили, і вважає цей реліз визначальним для набуття Mayhem культового статусу. Томас Тормодсетер Геуґен, гітарист Emperor згадує перше враження від прослуховування мініальбому як «надзвичайно інтенсивне і шокуюче». Маріус Вольд, вокаліст Mortem, зазначив, що Deathcrush «встановив стандарт. Це просто, грубо та жорстоко», тоді як Снорре Рух, гітарист Thorns, розповів: «Я любив рифи та звук. Це звучало так, ніби вони зійшли з розуму, і це приголомшує». Сакіс Толіс, гітарист і вокаліст Rotting Christ, обрав Deathcrush як одну зі своїх п'яти улюблених робіт у стилі блек-метал. Тим часом інші гурти, такі як Behemoth, Absu і Tsjuder виконували кавер-версію пісні «Deathcrush».

## Історичне значення
Цей мініальбом вважається однією з ключових робіт другої хвилі блек-металу, що визначила подальший розвиток жанру, а сам реліз став одним з перших серед гуртів норвезької блек-метал сцени. В багатьох музичних редакціях підкреслюють що цей мініальбом є культовим. 
У 2001 році журнал Q включив його до списку «50 найважчих альбомів усіх часів», де альбом посів 23 місце. У 2006 році журнал Blender визнав «Chainsaw Gutsfuck» «найжахливішим текстом в історії». У 2012 році посів 369 місце у спеціальному випуску журналу Kerrang! «666 Albums You Must Hear Before You Die». У тому ж виданні попри обмежений тираж, мініальбом потрапив до топ-20 музичних чартах журналу. Також останній журнал зазначає, що «реліз був значно більш екстремальним, ніж будь-які їхні впливи, для деяких навіть незрозумілим, але відкрив новий рубіж в андеграунді, який вони намагалися організувати». 

### Виноски
1. ↑  The Dark Past. thetruemayhem.com. 9 березня 2009. Архів оригіналу за 9 березня 2009. Процитовано 31 березня 2025.
2. 1 2 3 4 5  Doran, John (10 квітня 2014). "It’s Not Easy Listening": Thirty Years Of Pure Fucking Mayhem» (англ.). The Quietus. Процитовано 3 квітня 2025.
3. 1 2  Stubberud, 2018, с. 24.
4. ↑  Stubberud, 2018, с. 44.
5. 1 2  Rivadavia, Eduardo. «Mayhem: Deathcrush» (англ.). Allmusic. Архів оригіналу за 21 лютого 2025.
6. 1 2 3  Stubberud, 2018, с. 117.
7. 1 2 3 4  Patterson, 2013, с. 135.
8. 1 2  Mayhem - Deathcrush - Encyclopaedia Metallum: The Metal Archives. metal-archives.com (англ.).
9. ↑  Patterson, 2013, с. 133-134.
10. ↑  Patterson, 2013, с. 135-136.
11. ↑  Patterson, 2013, с. 136-137.
12. ↑  Deathcrush back cover. Deathlike Silence Productions. 1993. Архів оригіналу за 22 серпня 2021.
13. 1 2  Interview with Euronymous - From "Damage Inc." zine 1987. pelleohlinmorbidmayhem.blogspot.com (англ.). Процитовано 4 квітня 2025.
14. 1 2  Stubberud, 2018, с. 112.
15. ↑  Kristiansen, 2011, с. 209.
16. ↑  Cooking with Satan – The Mayhem Archive Part II: Dead Interview. cookingwithsatan.com (англ.). 11 липня 2010. Архів оригіналу за 11 травня 2013. Процитовано 7 грудня 2024.{{cite web}}:  Обслуговування CS1: bot: Сторінки з посиланнями на джерела, де статус оригінального URL невідомий (посилання)
17. ↑  Mayhem – Deathcrush (англ.). Discogs. Процитовано 5 квітня 2025.
18. 1 2 3  Stubberud, 2018, с. 118.
19. 1 2 3 4  Wiederhorn та Turman, 2013, с. 521.
20. 1 2 3 4  Ingenting for Norge (норв.). Helvete (18:22-37:10 хв.). Процитовано 4 січня 2025.
21. 1 2  MOST GRUESOME LYRICS … EVER! (англ.). Blabbermouth.net. 24 жовтня 2006. Архів оригіналу за 12 грудня 2009.
22. ↑  Stubberud, 2018, с. 117-118.
23. ↑  Blabbermouth (16 січня 2006). MAYHEM Bassist Says Former Singer MANIAC 'F*cked It All Up In The End'. BLABBERMOUTH.NET (англ.). Процитовано 7 квітня 2025.
24. ↑  «Deathcrush» Mayhem official site (англ.). Архів original оригіналу за 28 січня 2021.
25. 1 2 3  Bennett, J. White Whale Vinyl: Mayhem's 'Deathcrush' Comes Pretty in Pink (англ.). Revolver.
26. ↑  Patterson, 2013, с. 136.
27. ↑  Moynihan та Søderlind, 2013, с. 70.
28. ↑  Moynihan та Søderlind, 2013, с. 97.
29. ↑  «Mayhem: Deathcrush — Releases» (англ.). Allmusic. Архів оригіналу за 21 лютого 2025.
30. 1 2  Mayhem – Deathcrush (англ.). Discogs. Процитовано 5 квітня 2025.
31. ↑  Mayhem – Deathcrush (англ.). Discogs. Процитовано 5 квітня 2025.
32. ↑  Mayhem – Deathcrush (англ.). Discogs. Процитовано 5 квітня 2025.
33. ↑  Rivadavia, Eduardo. Deathcrush – Mayhem (англ.). AllMusic.
34. 1 2  Ruskell, Nick (2012). Mayhem: Deathcrush. Kerrang!: 666 Albums You Must Hear Before You Die!. Bauer Media Group. с. 71.
35. ↑  Rivadavia, Eduardo. «Mayhem: Deathcrush» Review. Allmusic. Архів оригіналу за 21 лютого 2021.
36. ↑  Whelan, Kez (19 вересня 2013). «Incubate Preview: Mayhem» (англ.). Terrorizer. Архів оригіналу за 8 грудня 2024.
37. ↑  Brennan, 2019, с. Глава 3.
38. ↑  Ulrey, Jeremy (21 лютого 2014). «Essential Black Metal Listening: MAYHEM Deathcrush». Metal Injection. Архів оригіналу за 20 лютого 2025.
39. ↑  Wiederhorn, 2013, с. 521-522.
40. ↑  McIver, 2010, с. 174.
41. ↑  Decibel, 2013, с. 33.
42. ↑  «Behemoth: Deathcrush» (англ.). Allmusic. Архів оригіналу за 19 лютого 2025.
43. ↑  «AV046 — Originators of the Northern Darkness-V/A». Avantgarde Music. Архів оригіналу за 5 березня 2007.
44. ↑  Kelly, Kim (24 липня 2015). «Norwegian Black Metal Wraiths Tsjuder Declare „Demonic Supremacy“ With a Frosty New Song» (англ.). Vice. Архів оригіналу за 8 грудня 2024.
45. ↑  Mayhem sind eine der Kern-Bands des norwegischen Black Metal und gehörten zum "Inner Circle", bis Band-Kopf Euronymous ermordet wurde. Später punkteten sie vor allem mit avantgardistischen Auftritten (нім.). Metal Hammer. Процитовано 4 квітня 2025.
46. 1 2  The story of black metal in 14 songs (англ.). Kerrang!. Процитовано 5 квітня 2025.
47. ↑  A Brief History Of The Early Norwegian Black Metal Scene Part 2: 10 Albums That Shaped The Genre (англ.). Ultimate Guitar. Процитовано 4 квітня 2025.
48. ↑  
  - Those of the Unlight: A Black Metal History Primer (1990 – 1993) (англ.). Metal Injection. Процитовано 4 квітня 2025.
  - Mayhems DEATHCRUSH: Von Black Metal zum Noise Rock (нім.). Metal Hammer. Процитовано 4 квітня 2025.
49. ↑  Q - The 50 heaviest albums of all time (#178 - july 2001). muzieklijstjes.nl (англ.). Q. Процитовано 4 квітня 2025.

#### Англійською
- McIver, Joel (2010). Omnibus Press (ред.). Extreme metal II. с. 176. ISBN 978-0-85-712224-7.
- Kristiansen, Jon (2011). Bazillion Points Books (ред.). Metalion: The Slayer Mag Diaries. с. 720. ISBN 978-0-97-961634-1.
- Patterson, Dayal (2013). Feral House (ред.). Black Metal: Evolution of the Cult. с. 600. ISBN 978-1-93-623976-4.
- Wiederhorn, Jon; Turman, Katherine (2013). Harper Collins (ред.). Louder Than Hell: The Definitive Oral History of Metal. с. 768. ISBN 978-0-06209-904-4.
- Decibel (2013). The Top 100 Black Metal Albums of All Time. с. 68.
- Stubberud, Jørn (2018). Omnibus Press (ред.). The Death Archives: Mayhem 1984-94. с. 256. ISBN 978-1-78760-129-1.
- Brennan, Jake (2019). Hachette UK (ред.). Disgraceland Musicians Getting Away with Murder and Behaving Very Badly. с. 288. ISBN 978-1-53-873213-7.

#### Італійською
- Adducci, Flavio (2020). Officina di Hank (ред.). Nel Segno del Marchio Nero: Storia del proto-black metal internazionale 1981-1991. с. 414. ISBN 979-1280133090.

#### Іспанською
- Moynihan, Michael; Søderlind, Didrik (2013). Es Pop Ediciones (ред.). Señores del caos el sangriento auge del metal satánico. с. 475. ISBN 978-8494029844.